# Тарасов, Дмитрий Михайлович
Дми́трий Миха́йлович Тара́сов (25 декабря 1927, Пересыпь, Обоянский район, Курская область, СССР — 16 февраля 1998, Харьков, Украина) — советский хозяйственный, государственный и политический деятель, Герой Социалистического Труда.

## Биография
Родился в 1927 году в деревне Пересыпь (Обоянский район, Курская область). Член КПСС.
С 1951 года — на хозяйственной, общественной и политической работе. В 1951—1956 годах — ученик фрезеровщика, фрезеровщик, заместитель начальника инструментального цеха Харьковского приборостроительного завода имени Т. Г. Шевченко Министерства общего машиностроения СССР.
Указом Президиума Верховного Совета СССР от 29 августа 1969 года за выдающиеся заслуги в выполнении специального задания правительства присвоено звание Героя Социалистического Труда с вручением ордена Ленина и золотой медали «Серп и Молот».
Делегат XXIV съезда КПСС.
Умер в Харькове в 1998 году.